# Пака (община Добреполе)
Вижте пояснителната страница за други значения на Пака.
Пака (на словенски: Paka) е село в Словения, регион Средна Словения, община Добреполе. Според Националната статистическа служба на Република Словения през 2015 г. селото има 28 жители.